# Licyniusz (cesarz rzymski)
Licyniusz, Flavius Galerius Valerius Licinianus Licinius (ur. ok. 260, zm. 325) – cesarz rzymski od 11 listopada 308 do 18 września 324.

## Życiorys
Urodzony w Mezji, bliski przyjaciel cesarza Galeriusza, uczestnik jego wyprawy na Persów w 297. W następstwie nieudanych wypraw Sewera II i Galeriusza przeciwko zbuntowanym Maksencjuszowi i Maksymianowi Herkuliuszowi 28 października 306 nadano mu jako współrządcy godność władcy cesarstwa na wschodzie (nieuznaną przez Maksencjusza). Na zjeździe w Carnuntum otrzymał 11 listopada 308 roku tytuł augustus (władał Tracją, Ilirią i Panonią) w ramach IV tetrarchii. W 311 siostrzeniec Galeriusza – Maksymin Daja, ogłoszony augustem przez swe wojska, odebrał mu Azję Mniejszą. W 312 Konstantyn najechał Italię, zajmując Turyn, Mediolan i Weronę, a 28 października 312 w bitwie przy Moście Mulwijskim nad Tybrem pokonał wojska Maksencjusza, w wyniku czego został jedynowładcą na zachodzie cesarstwa.
Przymierze Licyniusza z Konstantynem sprowokowało Maksymina Daję do podjęcia działań wojennych w 313, co wskutek porażki doprowadziło go do popełnienia samobójstwa. W 313 Konstantyn i Licyniusz spotkali się w Mediolanie podpisując edykt mediolański wprowadzający wolność wyznania w Cesarstwie Rzymskim. Odtąd chrześcijanie bez przeszkód mogli wyznawać swoją religię. Tam też Licyniusz poślubił przyrodnią siostrę Konstantyna – Konstancję. Po śmierci Maksymina jedynowładcą (augustem) na wschodzie został Licyniusz, a na zachodzie Konstantyn.
Kilka lat później Licyniusz przestał respektować dekret z Mediolanu. Przygotowując się do konfliktu z Konstantynem, zapoczątkował w swej części cesarstwa prześladowania w obawie przed przejściem oddziałów chrześcijańskich na stronę przeciwnika. Wynikiem tego była m.in. kaźń 40 legionistów-męczenników z Sebasty.
Z dwóch wojen prowadzonych później z Konstantynem, pierwsza zakończyła się w 316 roku nierozstrzygniętą bitwą pod Cibalae. i przymierzem z 1 marca 317, w którym obydwaj ogłosili trzech swych synów cezarami. Drugą Licyniusz przegrał w 324 roku i chociaż Konstantyn darował mu życie, został stracony w 325.